# Yin Guifang

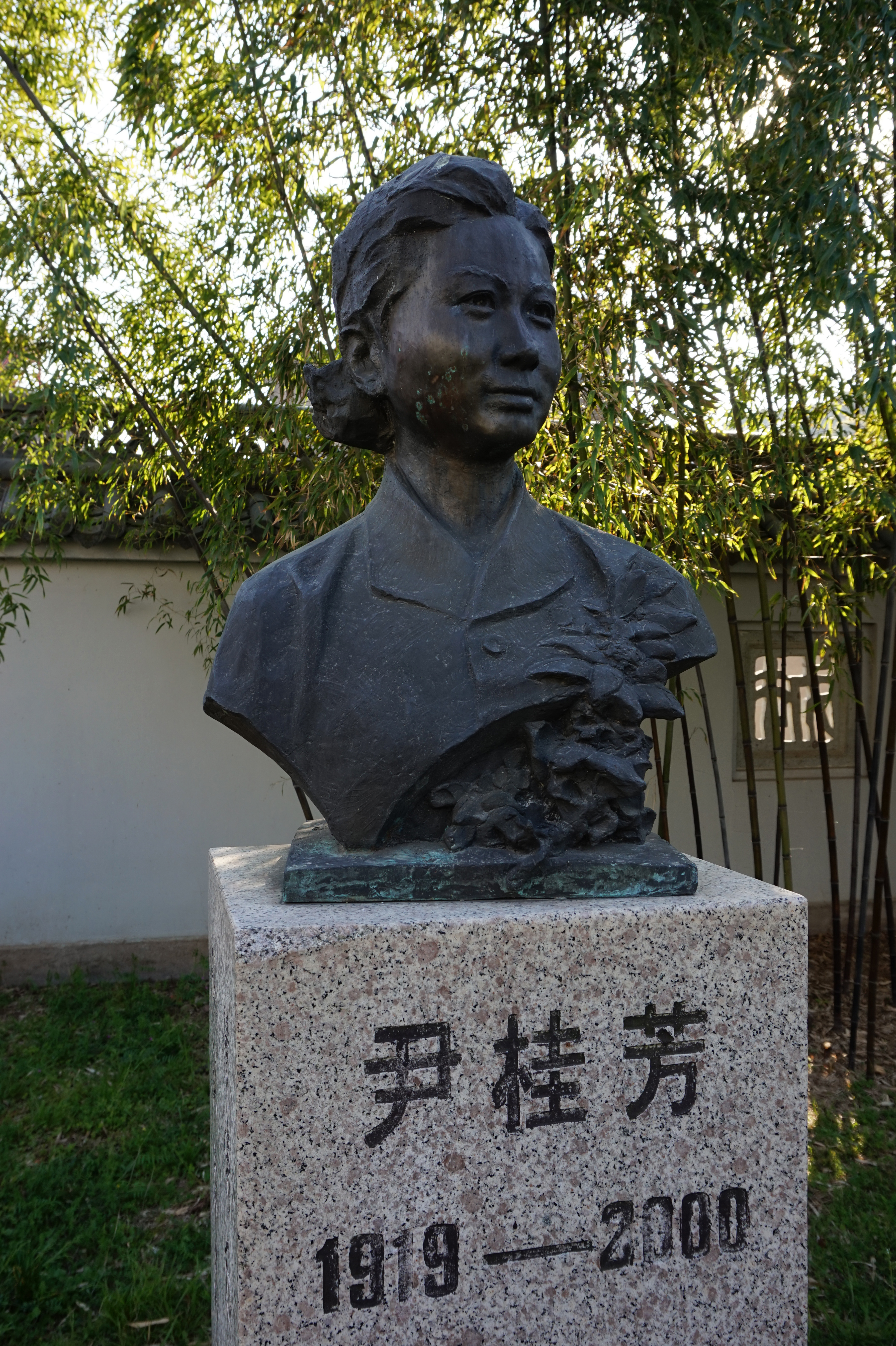
Busto de Yin Guifang

Yin Guifang (1 de diciembre de 1919 - 1 de marzo de 2000) fue una cantante y actriz de ópera Yue china que interpretó papeles sheng (es decir, personajes masculinos), a veces conocida como la "Emperatriz de la ópera Yue". Nacida en una familia humilde del condado de Xinchang, Zhejiang, comenzando su carrera a los 10 años y convirtiéndose en una de las mayores estrellas de la Shanghái de la década de 1940.
Como muchos artistas, Yin Guifang fue torturada durante la Revolución Cultural (1966-1976), lo que le dejó la mitad del cuerpo paralizada permanentemente. Tras la Revolución Cultural, continuó trabajando en la ópera Yue a pesar de su discapacidad. En la década de 1980, formó a varios jóvenes cantantes que posteriormente se convertirían en figuras destacadas de la ópera Yue, entre ellos Mao Weitao, Zhao Zhigang, Wang Jun'an y Xiao Ya.